# Ronde van Italië 2008/Zesde etappe
De zesde etappe van de Ronde van Italië 2008 werd op 15 mei verreden.
De zesde etappe was oorspronkelijk 265 kilometer lang, maar omdat de renners geklaagd hadden, werd de lokale ronde van 34 kilometer geschrapt. Desondanks bleef de zesde etappe de langste van deze Giro.
Na 53 kilometer koers gingen Paul Martens, Alan Pérez en René Mandri in de aanval. Later sloten negen renners bij deze drie aan: Giovanni Visconti, Matthias Russ, Daniele Nardello, Maksim Iglinski, Francesco Gavazzi, Nikolaj Troesov, Magnus Bäckstedt, Jason McCartney en Matteo Priamo. Onderweg in een afdaling viel Mandri. Hij brak een rib en een wervel en liep een geperforeerde long op. Saillant detail: Mandri droeg rugnummer 13.
Omdat de voorsprong op den duur meer dan 10 minuten bedroeg kwam Russ virtueel in het roze, maar Visconti heeft maar 13 seconden achterstand op hem. Door een tussensprint te winnen verkleint hij die achterstand tot 7 seconden.
Op een klimmetje 12 kilometer van de finish gingen Priamo en Pérez ervandoor. Ondanks een paar pogingen van renners werdens ze niet meer bijgehaald en ze sprinten voor de dagzege. Priamo is duidelijk de betere. Ondertussen komt Trusov als derde over de meet waardoor Visconti geen bonificatieseconden kan gebruiken om het gat met Russ te dichten. Uiteindelijk komt hij precies 7 seconden voor Russ aan. Omdat hij betere klasseringen heeft gereden is hij de nieuwe leider.
1e etappe ·
2e etappe ·
3e etappe ·
4e etappe ·
5e etappe ·
6e etappe ·
7e etappe ·
8e etappe ·
9e etappe ·
10e etappe ·
11e etappe ·
12e etappe ·
13e etappe ·
14e etappe ·
15e etappe ·
16e etappe ·
17e etappe ·
18e etappe ·
19e etappe ·
20e etappe ·
21e etappe
Startlijst · Eindstanden · Afbeeldingen